# Ljubica Marić
Ljubica Marić (pronúncia em servo-croata: [ʎûbitsa mǎːritɕ], Kragujevac, 18 de março de 1909 - Belgrado 17 de setembro de 2003) foi uma compositora da Iugoslávia. Foi aluna de Josip Štolcer-Slavenski. Sua obra é marcada pela influência da música da Igreja Ortodoxa Bizantina. Ela foi catedrática na Faculdade de Música de Belgrado e membra da Academia Sérvia de Ciências e Artes. Ljubica Marić é considerada a compositora sérvia mais original e influente do século XX.

## Vida
Ljubica Marić nasceu em Kragujevac, Sérvia, filha de Pavle Marić e Katarina Đorđević. Ljubica teve uma longa carreira artística e intelectual, devotada ao desenvolvimento da música sérvia. Ela foi a primeira sérvia a obter um diploma de composição musical em 1929. No Conservatório Estadual de Praga, ela realizou estudos de pós-graduação com Josef Suk. Antes mesmo de terminar os estudos de composição recebeu elogios em festivais de música em Amsterdã, Estrasburgo e Praga.
Ela foi frequentemente descrita como uma mulher genial, e sua música foi promovida por Hermann Scherchen, grande defensor da música contemporânea. Sua música foi tocada pelos mais importantes conjuntos de câmara e orquestras, e Alois Hába ofereceu a ela o cargo de professora adjunta do Departamento de música microtonal no Conservatório Estadual de Praga. A Segunda Guerra Mundial interrompeu sua carreira internacional, de forma que ela passou a maior parte de sua vida profissional em Belgrado, onde se concentrou em compor mais obras. Ela também realizou trabalhos na área de artes visuais, escreveu poesia filosófica e trabalhou como professora da Academia de Música de Belgrado e membra da Academia de Artes e Ciências da Sérvia.
Ljubica Marić foi a primeira compositora a usar a música da Igreja Bizantina em composições não litúrgicas, principalmente a partir do estudo do Octoeco. Sua obra é uma síntese da música medieval com a experiência vanguardista da música do século 20, síntese que a levou a criar por exemplo peças vocais com textos de caráter filosófico-místico. Sua música prenunciou o início do pós-modernismo e do minimalismo na música, e ela é considerada uma precursora de compositores como Arvo Pärt e John Tavener .
Já no final de sua vida, a música de Ljubica Marić voltou a ser recebida com entusiasmo nos grandes centros musicais europeus da Holanda, Alemanha e Grã-Bretanha . Em Amsterdã foi lançado um CD com sua música de câmara. A fundação KölnMusik encomendou uma nova composição, e a editora Furore Verlag de Kassel passou a comercializar partituras de todas as suas composições. Um CD com suas composições mais representativas foi publicado pela casa discográfica Chandos Records . Ljubica Marić é considerada por alguns como uma das criadoras mais originais da segunda metade do século XX.

## Legado

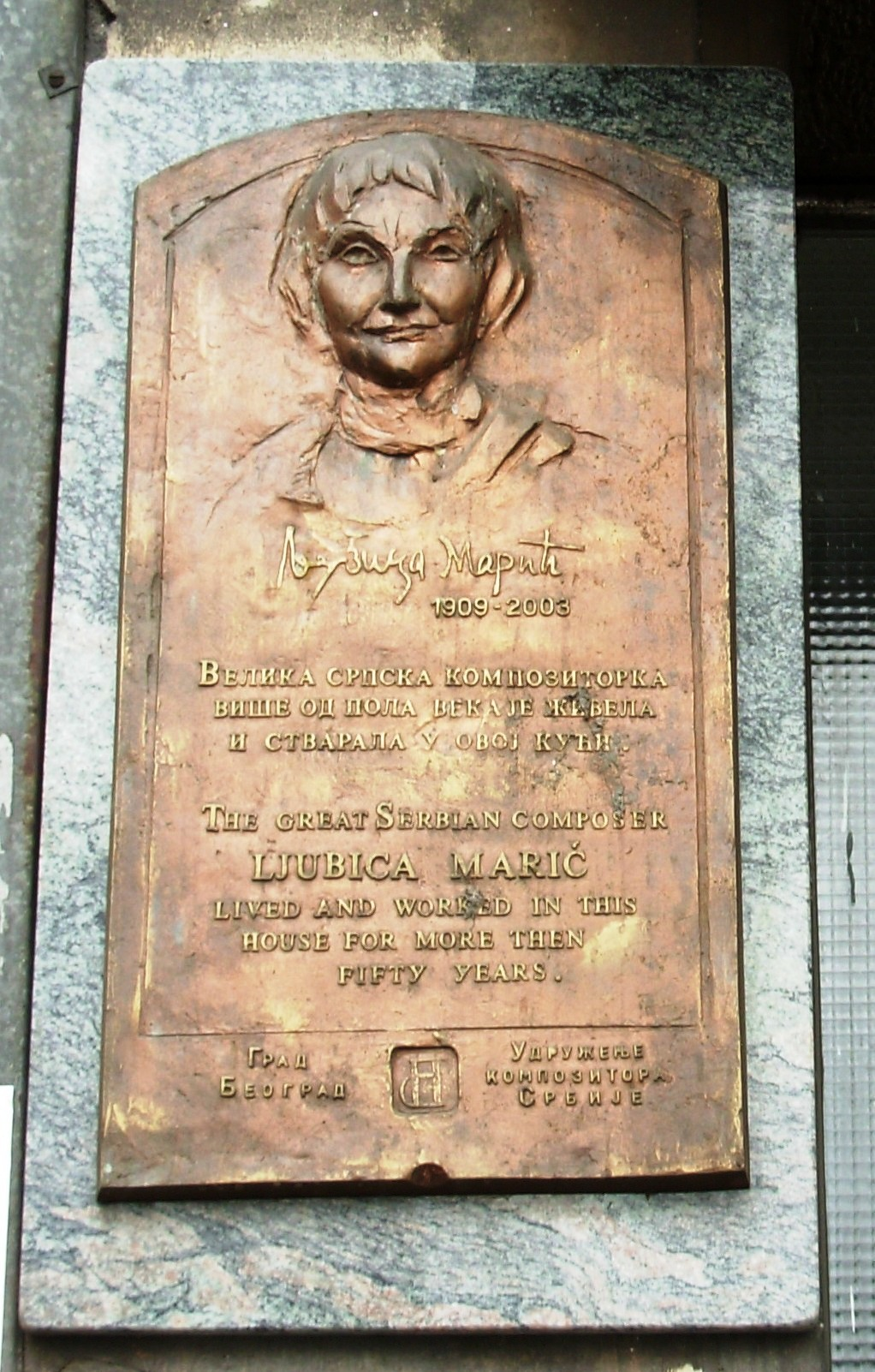
Túmulo de Ljubica Marić em Belgrado

Em 2009, a Delegação Permanente da República da Sérvia à UNESCO solicitou que a entidade participasse na celebração do 100º aniversário do nascimento de Ljubica Marić. 
Falando sobre Ljubica Marić, Dmitri Shostakovich afirmou que ela "usou todo um arsenal de técnicas da música contemporânea para atingir um objetivo elevado. Ela fala do fundo de sua alma com uma linguagem clara e impressionante ...”
Sua música e sua originalidade expressiva foram elogiadas por outros grandes artistas do século 20, como Bartók, Lutosławski, Hába, Nicolas Slonimsky, Hermann Scherchen e Marius Flothuis. Todos eles consideraram que as composições de Ljubica Marić estão entre as maiores criações musicais do século XX.

## Lista de composições
- Tristeza for uma menina, para coro masculino (1928)
- Sonata fantasia, para violino solo (1928/29)
- Quarteto de cordas (1930/31) - perdido
- Quinteto de sopros (1931)
- Música para orquestra (1932)
- Suite, para piano de quarto de tom (1936/37) - perdido
- Trio, para clarinete, trombone e contrabaixo (1937) - perdido
- Esboços, para piano (1944) - perdido
- Quatro improvisações e fugas sobre temas do Octoeco, para piano (por volta de 1944) - perdidas
- Três Prelúdios e Estudo, para piano (1945, rev. 1997)
- Duas canções, para coro misto (1945) - perdido (Romanija, A névoa)
- Marcha triunfal, para orquestra sinfônica (provavelmente 1945) - perdida
- Três canções folclóricas, para coro misto (1946)
- Coros infantis (1946/64)
- Canção e dança, para piano (1947)
- Dança em ronda de Branko, para piano (1947)
- Sonata para violino e piano (1948)
- Versos de “A Guirlanda da Montanha”, para barítono e piano (1951)
- Canções do espaço, cantata para coro misto e orquestra sinfônica (1956)
- Passacaglia, para orquestra sinfônica (1957)
- Octoica 1, para orquestra sinfônica (1958/9, rev.1998)
- Concerto Bizantino, para piano e orquestra (1959)
- Limiar do sonho, cantata para soprano, mezzo-soprano, narrador e orquestra de câmara (1961)
- Ostinato sobre temas do Octoeco, para piano, harpa e orquestra de cordas (1963)
- Lamento, Pastoral e Hino, para coro misto e conjunto instrumental, da música para oratório falado Palavras de Luz (1962/66)
- A Feiticeira, recitação melódica para soprano e piano (1964)
- Canção para flauta (1976)
- Invocação, para contrabaixo e piano (1983, rev. 1998)
- Monodia Octoica, para solo de violoncelo (1984)
- Cantando das trevas, cantata recitativa para mezzo-soprano e piano (1984)
- Assíntota, para violino e orquestra de cordas (1986)
- O Miligrama Maravilhoso, para flauta e soprano (1992)
- Archaia, para trio de cordas (1992)
- Archaia 2, para trio de vento (1993, rev. 1998)
- Torso, para trio de piano (1996, rev. 1998)